# Kista församling
Kista församling var en församling i Stockholms stift och i Stockholms kommun i Stockholms län. Församlingen uppgick 2010 i Spånga-Kista församling.

## Administrativ historik
Församlingen bildades 1980 genom en utbrytning ur Spånga församling, efter att från 1974 varit ett eget kyrkobokföringsdistrikt där. Församlingen utgjorde därefter till 2010 ett eget pastorat. Församlingen uppgick 2010 i Spånga-Kista församling.

## Kyrkobyggnader
- Akallakyrkan
- Kista kyrka